# Łukasz Kandora
Łukasz Kandora (ur. 30 marca 1983) – polski piłkarz ręczny grający na pozycji obrotowego, od sezonu 2009/2010 zawodnik Górnika Zabrze. Jest mężem Iwony, polskiej siatkarki. Obecnie w KS AZS AWF Biała Podlaska.